# Sauro Pazzaglia
Sauro Pazzaglia (San Mauro Pascoli, 26 mei 1954 - Bologna, 14 juli 1981) was een Italiaans motorcoureur. 

## Carrière
In 1976 werd hij Italiaans jeugdkampioen in de 125 cc-klasse en later scoorde hij goede resultaten in de nationale seniorenkampioenschappen.
In 1977 debuteerde hij in het wereldkampioenschap wegrace met een 125cc-Morbidelli in de Grand Prix des Nations, waarin hij zesde werd. Door een zevende plaats in de Franse Grand Prix eindigde hij in het wereldkampioenschap als 17e. 
Pas in 1980 keerde hij terug in het wereldkampioenschap in het 250cc-team van Ad Maiora. Pazzaglia werd derde in de Grand Prix van Joegoslavië en negende in de Belgische Grand Prix. 
In 1981 kwam hij in de 250cc-klasse uit met een MBA en in de 350cc-klasse met een Yamaha.

## Overlijden
Op 11 juli 1981 viel Sauro Pazzaglia tijdens de vrije training van de GP van San Marino in de Variante Bassa op het Autodromo Enzo e Dino Ferrari in Imola. Hij leed zwaar hoofdletsel en dokter Claudio Costa liet hem met een helikopter naar het Ospedale Bellaria in Bologna vervoeren. Pazzaglia lag in coma, waaruit hij niet meer was ontwaakt toen hij op dinsdag 14 juli om 17.00 uur overleed.
In zijn geboortestad San Mauro Pascoli is een sportcentrum naar hem vernoemd en in 2004 kwam er een poststempel ter herinnering aan zijn 50e geboortedag.

## Wereldkampioenschap wegrace resultaten
| Jaar | Klasse | Team      | Motorfiets | 1       | 2     | 3       | 4       | 5       | 6      | 7       | 8       | 9     | 10      | 11    | 12     | 13     | Punten | Plaats | Overwinningen |
| ---- | ------ | --------- | ---------- | ------- | ----- | ------- | ------- | ------- | ------ | ------- | ------- | ----- | ------- | ----- | ------ | ------ | ------ | ------ | ------------- |
| 1977 | 125 cc | Privé     | Morbidelli | VEN -   | OOS - | DUI -   | NAT 6   | SPA DNF | FRA 7  | JOE DNF | NED -   | BEL - | ZWE -   | FIN - |        | GBR 28 | 9      | 17e    | 0             |
| 1977 | 250 cc | Privé     | Yamaha     | VEN -   |       | DUI -   | NAT 11  | SPA 16  | FRA -  | JOE 17  | NED -   | BEL - | ZWE -   | FIN - | TSL 17 | GBR -  | 0      | -      | 0             |
| 1980 | 250 cc | Ad Maiora | Ad Maiora  | NAT DNF | SPA - | FRA -   | JOE 3   | NED DNF | BEL 9  | FIN -   | GBR DNF | TSL - | DUI -   |       |        |        | 12     | 19e    | 0             |
| 1981 | 250 cc | Privé     | MBA        | ARG -   |       | DUI DNF | NAT DNF | FRA DNQ | SPA 12 |         | NED DNF | BEL - | SMR (†) |       |        |        | 0      | -      | 0             |
| 1981 | 350 cc | Privé     | Yamaha     | ARG -   | OOS - | DUI DNF | NAT DNF |         |        | JOE 9   | NED DNF |       |         |       |        |        | 2      | 28e    | 0             |